# Mike Hedden
Michael „Mike“ Hedden (* 27. Dezember 1984 in Dunnville, Ontario) ist ein ehemaliger kanadischer Eishockeyspieler und derzeitiger -trainer, der im Verlauf seiner aktiven zwischen 2005 und 2021 unter anderem 240 Partien in der American Hockey League (AHL) auf der Position des linken Flügelstürmers bestritten hat. Darüber hinaus absolvierte Hedden drei Spielzeiten bei den Straubing Tigers in der Deutschen Eishockey Liga (DEL).

## Karriere

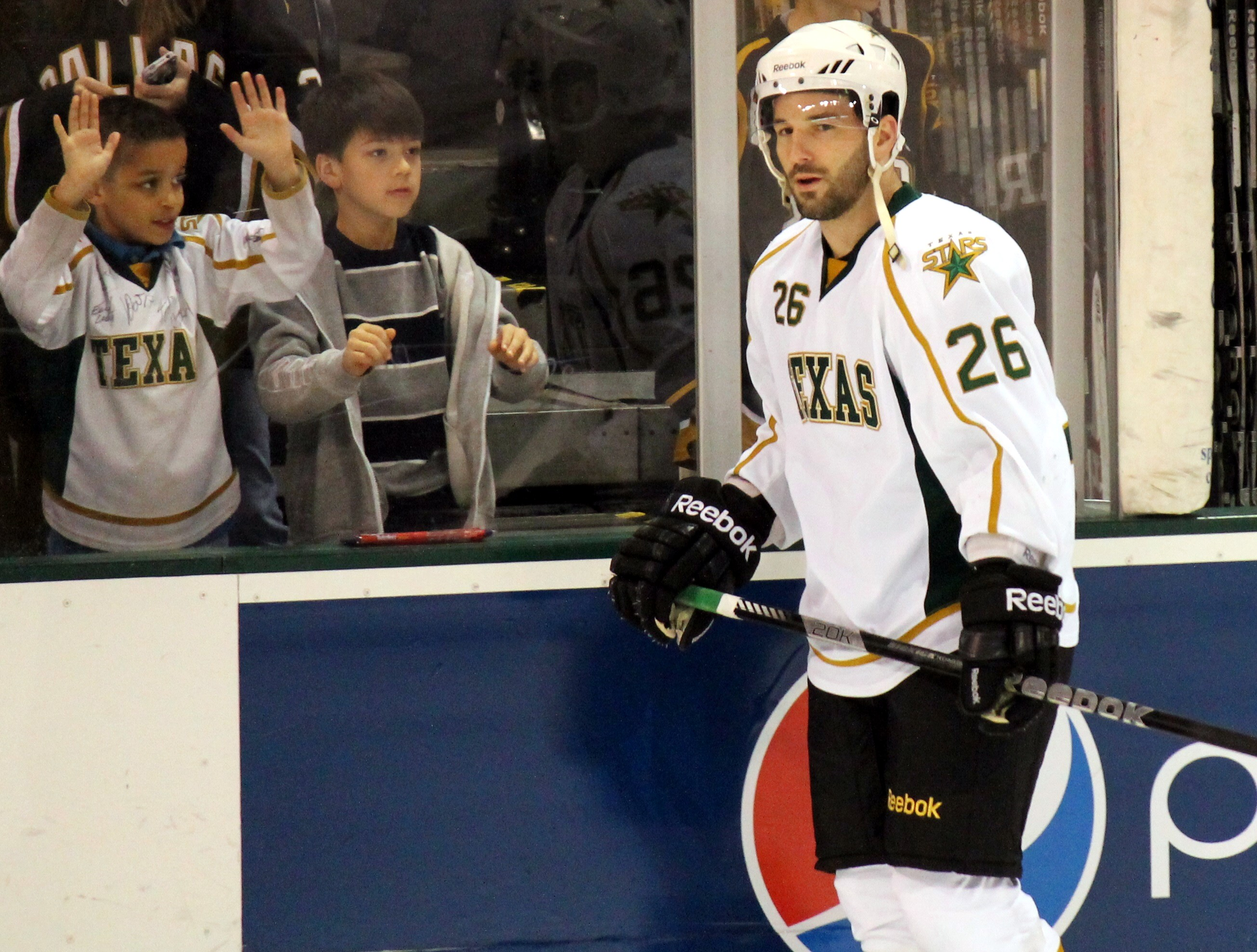
Hedden im Trikot der Texas Stars (2013)

Hedden wurde in Dunnville in der Provinz Ontario geboren, wuchs aber im benachbarten St. Catharines auf und ging dort zur Schule. Bis zu seinem 20. Lebensjahr spielte er bei den Thorold Blackhawks, einer Amateurmannschaft. Während eines Turniers beobachtete der Trainer des Eishockeyteams des Neumann College Hedden und bot ihm ein Stipendium an der Universität an. Der Offensivspieler nahm das Angebot an und studierte fortan vier Jahre Betriebswirtschaftslehre und Sportmanagement an der Hochschule in Pennsylvania. Am Neumann College spielte der Kanadier für die Knights in der ECAC West, die in der NCAA III eingegliedert ist. Mit den Knights gewann Hedden 2009 die Meisterschaft, nachdem man das Gustavus Adolphus College im Finale mit 4:1 besiegt hatte. Es war der erste Titel für das Neumann College.
Nach seinem Abschluss wurde er von Toledo Walleye aus der drittklassigen ECHL zu einem Probetraining eingeladen. Der Flügelspieler konnte das Trainerteam überzeugen und unterschrieb einen Einjahresvertrag, der im Folgejahr um eine weitere Spielzeit verlängert wurde. Sein Profidebüt gab er am 16. Oktober 2009 beim Spiel gegen die Florida Everblades. Nach insgesamt zwei Spielzeiten und 50 Toren in der ECHL spielte Hedden bei mehreren Teams aus der zweitklassigen American Hockey League (AHL) vor. Schlussendlich gaben die Texas Stars zur Saison 2011/12 die Verpflichtung des damals 26-Jährigen bekannt. In den drei Jahren bei den Stars konnte Hedden seine Leistung kontinuierlich steigern und war 2014 maßgeblich am Calder-Cup-Triumph beteiligt. So war er unter anderem in den Playoffs der beste Torschütze der AHL und erzielte im vorentscheidenden fünften Spiel der Finalserie gegen die St. John’s IceCaps zwei Tore.
Nur ein paar Tage nach dem Gewinn der AHL-Meisterschaft wurde sein Wechsel zum KHL Medveščak Zagreb aus der Kontinentalen Hockey-Liga (KHL) publik. Dort konnte sich Hedden allerdings nicht durchsetzen und blieb in zwölf Spielen punktlos. Aufgrund von mangelnder Spielzeit wurde der Vertrag auf den Wunsch des Kanadiers hin aufgelöst. Nur fünf Tage später gab Porin Ässät aus der finnischen Liiga die Verpflichtung des Stürmers bekannt. In der defensiv ausgerichteten Liga konnte Hedden seine Torgefahr wieder unter Beweis stellen. Zur Saison 2015/16 unterschrieb der linke Flügelspieler bei den Straubing Tigers aus der Deutschen Eishockey Liga (DEL) einen Kontrakt über ein Jahr, nachdem es bereits in der Vorsaison fast zu einer Vertragsunterzeichnung gekommen wäre. Hedden war insgesamt drei Jahre in Straubing aktiv, ehe er ein Jahr bei den Cardiff Devils in der britischen Elite Ice Hockey League verbrachte.
Im Sommer 2019 kehrte der Kanadier nach Nordamerika zurück, wo er in der Folge für die Allen Americans, Jacksonville Icemen und Rapid City Rush in der ECHL tätig war. Im Sommer 2021 beendete der 36-Jährige seine aktive Karriere. Er wurde daraufhin als Assistenztrainer von den Oshawa Generals aus der kanadischen Juniorenliga Ontario Hockey League (OHL) verpflichtet. In dieser Position arbeitete Hedden zwei Jahre, ehe er im Sommer 2023 als Cheftrainer an seine Alma Mater zurückkehrte.

## Erfolge und Auszeichnungen
- 2009 NCAA-Division-III-Meisterschaft mit dem Neumann College
- 2014 Calder-Cup-Gewinn mit den Texas Stars

## Karrierestatistik
(Legende zur Spielerstatistik: Sp oder GP = absolvierte Spiele; T oder G = erzielte Tore; V oder A = erzielte Assists; Pkt oder Pts = erzielte Scorerpunkte; SM oder PIM = erhaltene Strafminuten; +/− = Plus/Minus-Bilanz; PP = erzielte Überzahltore; SH = erzielte Unterzahltore; GW = erzielte Siegtore; 1 Play-downs/Relegation; Kursiv: Statistik nicht vollständig)